# Вибухи в Брюсселі (2016)
Ви́бухи в Брюссе́лі — серія з трьох вибухів в брюссельському аеропорту та станції метро Мелбік в Брюсселі (Бельгія) 22 березня 2016 року. Класифікований службами безпеки Бельгії як терористичний акт за 4-ю, найвищою категорією.
Станом на 13.00 вважаються загиблими 26 осіб, ще 146 отримали поранення.

## Перебіг подій

### Вибухи в аеропорту

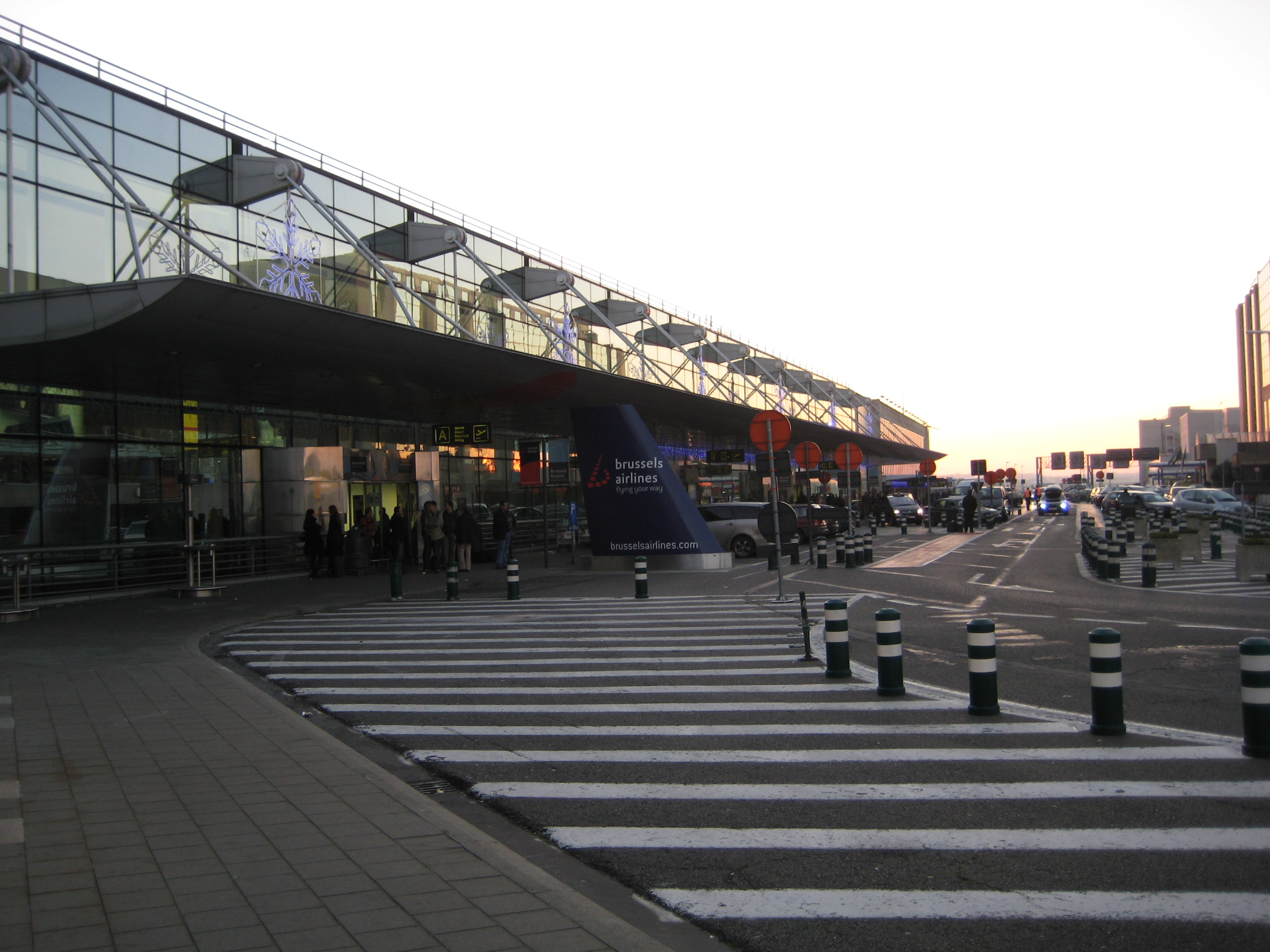
Аеропорт до вибуху

Близько 08:00 у брюссельському аеропорту відбулися два вибухи: перший поряд із стійками реєстрації American Airlines та Brussels Airlines, другий поряд з кафетерієм Starbucks. Після вибухів керівництво аеропорту негайно розпочало евакуацію пасажирів та персоналу, всі рейси було скасовано.  
Згодом, в аеропорту було виявлено ще одну бомбу, яка не розірвалась.

### Вибухи у метро

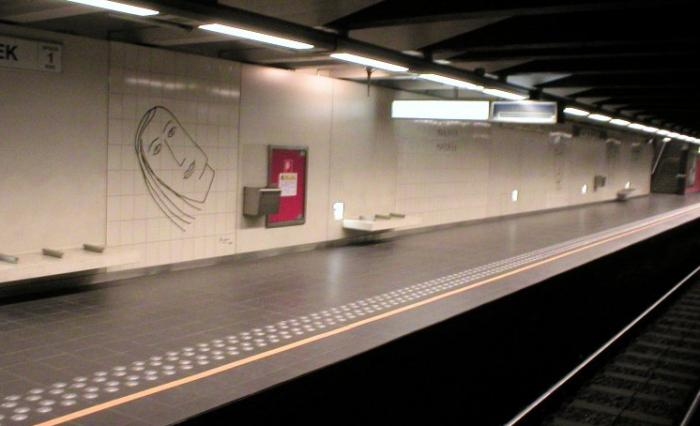
Платформа станції метро, де стався вибух

О 09:11, через годину після першого вибуху, між станціями Мелбік та Шуман у середньому вагоні потяга терорист смертник здійснив наступний вибух. Після вибуху, брюссельський метрополітен припинив свою роботу.  

## Розслідування та причини
Відповідальність за напади у Брюсселі взяло на себе угруповання «Ісламська держава». Про це сказано у заяві, яку поширили через їхнє агентство новин «A'maq».
В ході розслідування було виявлено, що терористи застосували у вибухових пристроях цвяхи і скло. Поранення від цвяхів були виявлені медиками однієї з лікарень, куди доставили поранених.
Місцеві видання повідомили про затримання двох підозрюваних у причетності до терактів.  
Згодом, 22 березня, під час обшуку у районі Схарбек в квартирі була знайдена бомба, наповнена цвяхами. Схожі бомби використовували сьогодні терористи під час нападу в аеропорту та на станції метро. Також, за інформацією прокуратури Бельгії, в квартирі знайшли хімічні речовини і прапор ІДІЛ.

## Наслідки
Станом на 9.35 22 березня 2016 року у місті майже не працює транспорт: закритий метрополітен, не їздять трамваї та автобуси. Залізнична компанія Eurostar також припинила сполучення з Брюсселем. Компанія просить пасажирів не приїжджати на вокзал. Також після вибуху був порушений мобільний зв'язок у місті.
Також у Бельгії евакуювали співробітників атомної електростанції, що розташована поблизу міста Льєж. Адміністрація пояснює, що це стандартна процедура у реагуванні на запровадження найвищого рівня терористичної загрози у країні.
На тлі повідомлень про вибухи в Брюсселі після зростання з початку торгів обвалились ціни на нафту.
У Бельгії оголосили триденну жалобу через вибухи у столиці.

## Міжнародна реакція

### США
Президент США Барак Обама назвав терористичні вибухи в Бельгії зайвим приводом об'єднатися в боротьбі з тероризмом та пообіцяв надати Бельгії необхідну підтримку. Міністр оборони США Ештон Картер також засудив напади на мирне населення в Бельгії, зауваживши, що Сполучені Штати «готові забезпечити необхідну підтримку своїх друзів та союзників в Європі».

### Ізраїль
Ізраїль 22 березня з 10.30 запровадив тимчасову заборону на всі вхідні рейси з Європи. Заборона діє принаймні до півночі — доки ситуація з безпекою не проясниться. При цьому рейси з Ізраїлю до Європи не були скасовані.

### Україна
Під час вибухів в аеропорту Завентем перебували українські депутати, які прибули до Брюсселя у зв'язку зі слуханнями у Європарламенті, їх евакуювали.
Президент України Петро Порошенко засудив вибухи, що сталися в Брюсселі і висловив співчуття родинам загиблих.
Голова Служби Безпеки України Василь Грицак під час лекції в Національному університеті «Києво-Могилянська академія» заявив, що не виключає «російський слід» у вибухах в аеропорту Брюсселя і у брюссельському метро. Глава СБУ зазначив: "Я не хочу бути голослівним і стверджувати про щось, але я не здивуюся, якщо за цими терактами у Брюсселі з'явиться «російський слід».

### Росія
- Лідер ЛДПР Володимир Жириновський заявив, підкресливши, що Росія — це не Європа: «Теракти зараз йдуть в Європі, і будуть іти по всій. І нам це вигідно. Нехай вони там гинуть».
- Голова комітету Держдуми з міжнародних справ Олексій Пушков прокоментував вибухи в Брюсселі: «Серія терактів, яка сталася в Брюсселі, підтверджує правоту тих, хто націлює ЄС на співпрацю з Росією в боротьбі з тероризмом і хто підкреслює, що головна загроза європейської безпеки виходить не від Росії, а від міжнародних терористичних організацій».

### Інші країни
- На кордоні між Нідерландами та Бельгією були розміщені додаткові підрозділи поліції.
- Кордон між Францією та Бельгією перекрито, мерія Парижа вирішила на знак солідарності з Бельгією підсвітити увечері Ейфелеву вежу кольорами національного прапора Королівства[11].

### Реакція соціальних мереж
Користувачі соціальних мереж поширюють хештег #RememberTheBrussels.

## Марш Проти Страху 27 березня
Раніше повідомлялося, що Організатори запланованого на неділю, 27 березня, у Брюсселі «маршу проти страху» перенесли акцію.
Глава МВС Бельгії Ян Ямбон і бургомістр Брюсселя Іван Майор спільно звернулися до населення із закликом відмовитися від участі в марші солідарності проти тероризму і в підтримку жертв терактів 22 березня.
Організатори «маршу проти страху» оголошували про рішення почати збір маніфестантів о 14:00 в районі історичної біржі Брюсселя, де виник неформальний меморіал жертвам терактів 22 березня.
Більш 5,8 тис. осіб заявили через Facebook про бажання брати участь у цій маніфестації.

### День Маршу
27 березня в центрі Брюсселя у другій половині дня з'явилося близько 450 футбольних ультрас. Більшість з них приїхали в столицю з інших міст Бельгії.
Група рухалася від Північного вокзалу до площі Біржі, де проходила акція пам'яті жертв недавніх терактів.
Вони несли банери з антиісламістськими і антимігрантськими гаслами, скандуючи кричалки різного ступеня радикальності від «Ультрас Бельгії! Це наш дім!» до «Ми йдемо спалювати мечеті!».

### Розгін мітингу
На площі Біржі, куди приносять квіти в пам'ять про жертв вибухів в аеропорту і метро Брюсселя, сталося зіткнення: ультраправі активісти кричали на мусульман у натовпі і невдовзі зайняли все місце перед імпровізованим меморіалом.
Поліція Бельгії близько 15:15 закрила вхід на площу. Для того, щоб розігнати натовп правих маніфестантів, поліція застосувала водомети.

## Цікаві факти
- 19-річний американець Мейсон Велс, зі штату Юта, пережив вибухи на бостонському марафоні, був у Парижі в листопаді під час атаки терористів, і постраждав під час вибухів у Брюсселі[22][23].